# جام باشگاهی آفریقا–آسیا ۱۹۹۲
جام باشگاهی آفریقا–آسیا ۱۹۹۲ پنجمین دوره جام باشگاهی آفریقا–آسیا بود که توسط کنفدراسیون فوتبال آفریقا (کاف) و کنفدراسیون فوتبال آسیا (ای‌اف‌سی) تأیید شد و بین برندگان جام قهرمانان آفریقا و جام باشگاه‌های آسیا برگزار شد.
فینال به صورت رفت و برگشت بین تیم تونسی آفریقایی، قهرمان جام قهرمانان آفریقا ۱۹۹۱ و تیم عربی الهلال، قهرمان جام باشگاه‌های آسیا ۱۹۹۱ برگزار شد.

## تیم‌ها
| تیم      | نحوه صلاحیت                     | حضور قبلی (پررنگ نشانه قهرمانی است) |
| -------- | ------------------------------- | ----------------------------------- |
| آفریقایی | قهرمان جام قهرمانان آفریقا ۱۹۹۱ | نداشته                              |
| الهلال   | قهرمان جام باشگاه‌های آسیا ۱۹۹۱  | نداشته                              |

## جزئیات مسابقات

### بازی رفت
| آفریقایی | ۲–۱ | الهلال |
| -------- | --- | ------ |
|          |     |        |

### بازی برگشت
| الهلال | ۲–۲ | آفریقایی |
| ------ | --- | -------- |
|        |     |          |

## قهرمان
| قهرمان جام باشگاهی آفریقا–آسیا ۱۹۹۲ |
| ----------------------------------- |
| آفریقایی اولین قهرمانی              |